# Mantis Bug Tracker
Mantis Bug Tracker (abgekürzt oft MantisBT) ist eine freie Software, die als Bugtracker zur Verwaltung und Verfolgung von Hinweisen auf Programmfehler (Fehlerberichte bzw. englisch: bug reports) und von Wünschen nach zusätzlichen Funktionen (englisch: Feature-Requests) eingesetzt wird.

## Technik
Mantis basiert auf PHP und benötigt einen Webserver. Der Benutzer bedient Mantis über eine HTML-Oberfläche. Eine Datenbank (MySQL, MS SQL oder PostgreSQL) wird verwendet, um die Einträge zu verwalten. Mantis ist unter Linux, macOS, Windows, OS/2 und Unix lauffähig. Es ist über die Konfigurationsdatei config_inc.php weitgehend konfigurierbar. Benutzerbezogene Einstellungen können über die Web-Oberfläche vorgenommen werden. Um über externe Software Zugriff auf die Inhalte des MantisBT zu haben, entwickelten sich im Laufe der Jahre verschiedene Schnittstellen, welche den Zugriff über die, von Mantis bereitgestellten, SOAP-Webservices vereinfachen. Einer der bekanntesten Vertreter ist das freie Projekt MantisConnect, welches sowohl eine Java als auch eine .Net-Framework-Bibliothek zur Verfügung stellt.
Mit der aktuellen Variante des Mantis Bugtrackers ist es jedoch auch möglich, ohne zusätzliche Bibliotheken eine SOAP-Verbindung aufzubauen.

## Methodik
In Mantis können verschiedene Projekte angelegt werden. Auch eine Untergliederung in Unterprojekte ist möglich. Den Projekten werden Projektteilnehmer mit unterschiedlichen Zugriffsrechten zugeteilt. Die Zugriffsrechte sind ebenenbasiert: höhere Zugriffsebenen (z. B. Entwickler) schließen die Rechte niedrigerer Ebenen (z. B. Reporter) ein. Insgesamt gibt es sechs vorgegebene Zugriffsebenen (Betrachter, Reporter, Tester, Entwickler, Manager, Administrator). Hat jemand mindestens Reporter-Status innerhalb eines Projekts, kann er einen Problembericht (Issue) anlegen. Gegebenenfalls kann dieser Bericht sofort einem Bearbeiter (= Projektteilnehmer mit mindestens Entwickler-Status) zugeordnet werden. Jeder Problembericht befindet sich in einem von mehreren vom eingebauten Arbeitsablauf vorgegebenen Zuständen (z. B. Neu, Zugewiesen, Behoben, Geschlossen). Für Zustandsänderungen bedarf es wiederum entsprechender Zugriffsrechte. Während des Lebenszyklus eines Fehlerberichts können von allen berechtigten Projektteilnehmern zu jedem Zeitpunkt Kommentare zum Bericht hinzugefügt werden. Das System bietet bei Zustandswechseln ebenfalls eine Kommentarfunktion an, sodass der Lebenszyklus eines Berichts nachvollzogen werden kann.
Mantis bietet umfangreiche Filtermöglichkeiten, die dazu beitragen, ein wesentliches Ziel eines Bugtrackers zu erreichen: Übersicht über anstehende und behobene Fehlerberichte, Überblick über den Gesamtzustand eines Projekts.
Zudem ist es in Mantis auch möglich, Versionen anzulegen und damit Roadmaps und ChangeLogs zu erhalten.